# 大姚文庙
大姚文庙，位于云南省楚雄州大姚县金碧镇金碧小学内，始建于明嘉靖二十六年（1547年），清康熙五十年（1711年）迁至今址，同治十年（1871年）重修。原建筑除大成殿外，已于1958年被毁。大成殿坐北向南，通面阔18.4米，通进深11.7米，建筑面积215.28平方米，单檐歇山顶，抬梁式建筑，2023年大成殿修缮工程竣工。2005年4月20日，“金小文庙大殿”被公布为第二批大姚县文物保护单位。2024年1月31日，“大姚文庙大成殿”被公布为第四批楚雄州文物保护单位。